# William Tapley Bennett junior

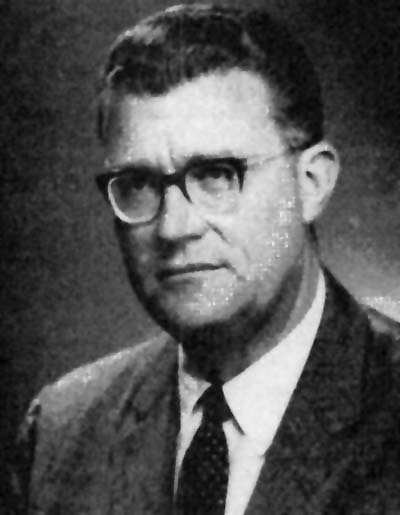
William Tapley Bennett

William Tapley Bennett Jr. (* 1. April 1917 in Griffin, Georgia; † 29. November 1994 in Washington, D.C.) war ein US-amerikanischer Diplomat. Er diente unter neun Regierungen der USA.
Seine Eltern waren Annie Mem Little und William Tapley Bennett. Er studierte an der University of Georgia, wo er ein Mitglied der Sigma Chi war. Von 1937 bis 1938 machte Bennett eine Diplomarbeit an der Albert-Ludwigs-Universität Freiburg. Bennett erwarb einen Abschluss in Jura von der George Washington University. 1941 trat er in den Auswärtigen Dienst in Santo Domingo ein und interviewte deutsche Migranten. 1944 war er an der US-Botschaft in Panama. Er diente als Counter Intelligence Corps Offizier. 1945 organisierte er mit John Emil Peurifoy die Gründungskonferenz der Vereinten Nationen in San Francisco. Am 23. Juni 1945 heiratete er Margaret Rutherfurd White, die Tochter von Henry White.
Von 1951 bis 1954 war er stellvertretender Director des Office of South American Affairs.
1953 war er Assistent bei Milton Eisenhower. Von 1954 bis 1955 studierte er am National War College und war zwei Jahre Special Assistant des Under Secretary of State for Political Affairs. Von 1957 bis 1964 war er als Botschaftsrat und Botschafter an den Botschaften von Wien, Rom und Athen akkreditiert.
Lyndon B. Johnson ernannte ihn am 4. März 1964 als Nachfolger von John Bartlow Martin zum Botschafter für die Dominikanische Republik, wo er bis 13. April 1966 maßgeblich an der Operation Power Pack beteiligt war.
Am 10. Mai 1966 wurde er von Johnson zum Botschafter in Portugal ernannt. Am 20. Juli 1966 wurde er durch die Regierung von António de Oliveira Salazar akkreditiert. Am 21. Juli 1969 wurde er von Ridgway B. Knight als Botschafter abgelöst. Von 1971 bis 1977 war er im Sicherheitsrat der Vereinten Nationen tätig. Von 26. April 1977 bis 31. März 1983 war er ständiger Vertreter der US-Regierung bei der NATO in Brüssel.
Von 14. November 1984 bis 4. Januar 1985 war er als Assistant Secretary of State im Außenministerium der Vereinigten Staaten in Washington damit beschäftigt, die Beteiligung von US-Regierungsstellen am Mord an Óscar Romero zu vertuschen.
Nach seiner Pensionierung 1985 war er als Professor für internationales Recht an der University of Georgia. Von 1991 bis 1992 war er Präsident der Atlantic Treaty Association.